# Lester Dent
Pour les articles homonymes, voir Dent (homonymie).
Œuvres principales
Série Doc Savage

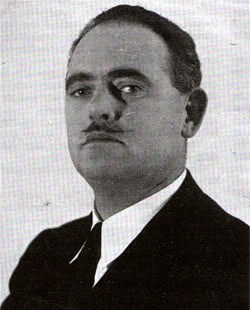
Lester Dent

Lester Dent, né le 12 octobre 1904 à La Plata (Missouri) et mort le 11 mars 1959 en Floride, est un écrivain américain, auteur de nouvelles parues dans des pulps américain et le créateur de Doc Savage, dont il a publié plus de 150 histoires.

## Biographie
Il a été élevé dans une ferme jusqu'à l'âge de 18 ans. À la fin de ses courtes études, il travaille comme opérateur télégraphiste dans divers agences de journaux du Missouri, du Kansas et de l'Oklahoma.
À l'époque de son mariage, en 1925, il commence à écrire ses premiers textes. Il publie sa première nouvelle, intitulée Pirate Cay, dans le Top-Notch Magazine en 1929 et « va devenir l'un des grands fournisseurs de récits pour les pulps ».
En janvier 1931, il déménage avec son épouse à New York et publie surtout des récits de détectives pour des magazines de la Dell Publishing Company.
En 1933, il crée, sous le nom maison de Kenneth Robeson, le personnage de Doc Savage dans L'Homme de bronze (The Man of Bronze) et, à partir de cette date, alimente très régulièrement cette série. Auteur prolifique, il poursuit en parallèle la publication de nouvelles policières, d'aventures, western et d'exploits d'aviation. Sa nouvelle intitulé L'Ange de mer (Angelfish, 1936) est, selon Claude Mesplède, « une des meilleures nouvelles publiées par Black Mask. »
À partir de 1938, il a collaboré avec Walter B. Gibson pour l'écriture de quelques romans portant sur le personnage The Shadow (l'Ombre).
Il a également fait paraître quelques romans policiers à partir de 1946, dont deux ont pour héros Chance Malloy, un riche célibataire de 39 ans qui est propriétaire d'une compagnie d'aviation en Amérique du Sud.
Lester Dent meurt lors d'une expédition en mer au large des côtes de la Floride à la suite d'un arrêt cardiaque, en mars 1959. Il est inhumé au cimetière de sa ville natale La Plata dans le Missouri.

## Œuvre

### Romans

#### SérieChance Malloy
- Death at Take-Off (1946), aussi titré High Stakes
- Lady to Kill (1946)

#### Autres romans
- Lady Afraid (1948)
- Lady So Silent (1951)
- Cry at Dusk (1952)
- Lady in Peril (1959)
- Honey in His Mouth (2009), publication posthume d'un roman achevé en 1956

### Recueil de deux courts romans
- Hades and Hocus Pocus (1979), deux courts romans publiés pour la première fois respectivement en 1936 et 1937

### Nouvelles

#### SérieCurt Flagg
- Wildcat (1931)
- Doom Ship (1931)
- One Billion—Gold (1931)
- The Sign of the Adder (1933)

#### SérieLynn Lash
- The Sinister Ray (1932)
- The Mummy Murders (1932)

#### SérieLee Nace, the Blond Adder
- The Death Blast (1933)
- The Skeleton’s Clutch (1933), aussi titré Clutch of the Green Claw sous le pseudonyme Leon Dupont
- The Diving Dead (1933)
- The Tank of Terror (1933), aussi titré The Black-Gold Demon sous le pseudonyme Ronald Flagg
- The Sign of the Adder (1933)
- The Flaming Mask (1933)

#### SérieFoster Fade
- Hell in Boxes (1934)
- White-Hot Corpses (1934)
- Murder by Circles (1934)

#### SérieOscar Sail
- V Marks the Spot (1936), aussi titré Sail Publié en français sous le titre La Pointe du V, Paris, Opta, Mystère magazine no 82 (novembre 1954)
- Angelfish (décembre 1936) Publié en français sous le titre L'Ange de mer, dans le recueil Détectives de choc Tome II : La Bigorne, Paris, Éditions Gallimard, coll. « Série noire » no 1262 (1969)
- Tropical Disturbance (1946), une version légèrement remaniée de Angelfish Publié en français sous le titre Cyclone tropical, Paris, Opta, Mystère magazine no 5 (mai 1948)

#### SérieClickell Rush, the Gadget Man
- Talking Toad (1937)
- Death in Boxes (1937)
- Funny Faces (1938)
- The Scared Swamp (1938)
- Windjam (1938)
- The Little Mud Men (1938)
- The Hairless Wonders (1938)
- Run, Actor, Run! (1938)
- A Man and a Mess (1938)
- The Wild Indians (1938)
- The Itching Men (1938)
- The Devils Smelled Nice (1938)
- Six White Horses (1939)
- The Mysterious Jugs (1939)
- The Minks and the Weasels (1939)
- The Remarkable Zeke (1939)
- The Frightened Yachtsmen (1939), signée Kenneth Robeson
- The Green Birds (1939)

#### SérieEd Stone, signée Kenneth Robeson
- Ring Around a Rosey (1938)
- The Dancing Dog (1938)
- The Queer Bees (1938)
- The Foolish Whales (1939)
- The Poet’s Bones (1939)
- The Horse’s Egg (1939)

#### Autres nouvelles
- Pirate Cay (1929)
- Death Zone (1930)
- Buccaneers of the Midnight Sun (1930)
- The Thirteen Million Dollar Robbery (1930)
- Vulture Coast (1930)
- The Devil’s Derelict (1930)
- The Frozen Flight (1931)
- Hell Hop (1931)
- Dead Men's Bones (1931)
- Life or Death! (1931)
- Teeth of Revenge (1931)
- Out China Way (1931)
- Diamond Death (1931)
- Bat Trap (1931)
- Dusty Trant, Road Agent (1932)
- Hell's Seven Keys (1932)
- The Fox (1932)
- Gunslick Roundup (1932)
- Sea Bats (1932)
- The Sudden-Disaster Gent (1932)
- Terror, Inc. (1932)
- The Gun Quest (1932)
- Hogleg Facts (1932)
- The Devil's Cargo (1932)
- Heart-Break Spread (1932)
- Backfire Scoop (1932), aussi titré Black Loot sous le pseudonyme Cliff Howe
- Fear Ranch (1932)
- The Invisible Horde (1932)
- Range Bats (1932)
- The Blue Ghost Patrol (1932)
- Trigger Trap (1932)
- The Devil’s Ear (1932)
- The Haunted Saddle (1932)
- Trickery Trail (1933)
- The Hang String (1933)
- A Cop’s Close-Up (1933), signé Cliff Howe
- The Whistling Death (1933), aussi titré Hell Wouldn’t Have Him sous le pseudonyme Ralph Powers
- The Stamp Murders (1933)
- The Cavern of Heads (1933)
- The Frozen Phantom (1933)
- Murder in a Pipe (1933), signé Cliff Howe
- Murder Street (1933), aussi titré The Star Corpse sous le pseudonyme William Dexter
- Ridin’ Sign (1933)
- Snow Ghost (1933)
- A Corpse’s Code (1933)
- Death to a Million (1933)
- Gun-Slicked (1933)
- Mud Money (1934), signé C. K. M. Scanlon
- The Finger (1934)
- The Red Owl (1934), signée C. K. M. Scanlon
- Behind the Ears (1935), signée Robert Wallace
- Genius Jones (1937)
- Frozen Flame-Maiden (1938)
- Death and the Big Apple (1939), signé Howard Coons
- Jonathan's Falcon (1944)
- Problem Child (1944)
- River Crossing (1948)
- The Endless Night (1948), aussi titré Lady Afraid
- Arctic Loot (1988), publication posthume
- The Cowled Nemesis (2007), publication posthume